# Тыкоцин (гмина)
Тыкоцин (пол. Tykocin) — городско-сельская гмина (волость) в Польше, входит как административная единица в Белостокский повет Подляского воеводства. Население — 6477 человек (на 2011 год).

## Демография
Данные по переписи 2011 года:
| Перепись            | Всего | Мужчины | Женщины |
| ------------------- | ----- | ------- | ------- |
| Всего               | 6477  | 3169    | 3308    |
| Городское население | 2002  | 951     | 1051    |
| Сельское население  | 4475  | 2218    | 2257    |

## Сельские округа
1. Багенки
2. Бронишево
3. Добки
4. Херманы
5. Капице-Липники
6. Кисляки
7. Кросно
8. Лесники
9. Липники
10. Лазуки
11. Лазы-Дуже
12. Лазы-Мале
13. Лопухово
14. Нецеце
15. Нове-Ежево
16. Паево
17. Поповляны
18. Радуле
19. Жендзяны
20. Санники
21. Савино
22. Секерки
23. Серки
24. Сломянка
25. Старе-Ежево
26. Старе-Капице
27. Стельмахово
28. Стельмахово-Колёня
29. Шафранки
30. Татары
31. Тыкоцин-Качорово
32. Тыкоцин-Колёня
33. Жуки

## Поселения
1. Бегун
2. Янин
3. Качорово
4. Кермусы
5. Милево-Лесьне
6. Милево-Жултки
7. Нове-Място
8. Пентово
9. Пяски
10. Семпики
11. Шелёнгувка

## Соседние гмины
1. Гмина Хорощ
2. Гмина Добжинево-Дуже
3. Гмина Кобылин-Божимы
4. Гмина Завады
5. Гмина Крыпно
6. Гмина Тшчанне